# Rouvrois-sur-Meuse
Rouvrois-sur-Meuse és un municipi francès situat al departament del Mosa i a la regió del Gran Est. L'any 2007 tenia 189 habitants.

## Demografia

### Població
El 2007 la població de fet de Rouvrois-sur-Meuse era de 189 persones. Hi havia 76 famílies, de les quals 20 eren unipersonals (4 homes vivint sols i 16 dones vivint soles), 32 parelles sense fills, 20 parelles amb fills i 4 famílies monoparentals amb fills.
La població ha evolucionat segons el següent gràfic:
Habitants censats

### Habitatges
El 2007 hi havia 92 habitatges, 77 eren l'habitatge principal de la família, 9 eren segones residències i 6 estaven desocupats. 79 eren cases i 12 eren apartaments. Dels 77 habitatges principals, 60 estaven ocupats pels seus propietaris, 17 estaven llogats i ocupats pels llogaters i 1 estava cedit a títol gratuït; 1 tenia dues cambres, 7 en tenien tres, 21 en tenien quatre i 49 en tenien cinc o més. 48 habitatges disposaven pel capbaix d'una plaça de pàrquing. A 33 habitatges hi havia un automòbil i a 40 n'hi havia dos o més.

### Piràmide de població
La piràmide de població per edats i sexe el 2009 era:
| Homes | Edats   | Dones |
| ----- | ------- | ----- |
| 0     | 95 o +  | 0     |
| 0     | 90 a 94 | 0     |
| 8     | 85 a 89 | 4     |
| 0     | 80 a 84 | 0     |
| 4     | 75 a 79 | 8     |
| 0     | 70 a 74 | 4     |
| 4     | 65 a 69 | 4     |
| 0     | 60 a 64 | 4     |
| 0     | 55 a 59 | 0     |
| 12    | 50 a 54 | 8     |
| 4     | 45 a 49 | 8     |
| 4     | 40 a 44 | 12    |
| 12    | 35 a 39 | 8     |
| 4     | 30 a 34 | 4     |
| 8     | 25 a 29 | 8     |
| 0     | 20 a 24 | 8     |
| 8     | 15 a 19 | 4     |
| 20    | 10 a 14 | 0     |
| 0     | 5 a 9   | 16    |
| 8     | 0 a 4   | 8     |

## Economia
El 2007 la població en edat de treballar era de 119 persones, 91 eren actives i 28 eren inactives. De les 91 persones actives 81 estaven ocupades (45 homes i 36 dones) i 10 estaven aturades (1 home i 9 dones). De les 28 persones inactives 5 estaven jubilades, 8 estaven estudiant i 15 estaven classificades com a «altres inactius».

### Ingressos
El 2009 a Rouvrois-sur-Meuse hi havia 73 unitats fiscals que integraven 182,5 persones, la mediana anual d'ingressos fiscals per persona era de 14.949 €.

### Activitats econòmiques
Dels 5 establiments que hi havia el 2007, 2 eren d'empreses de comerç i reparació d'automòbils, 1 d'una empresa d'hostatgeria i restauració, 1 d'una empresa de serveis i 1 d'una empresa classificada com a «altres activitats de serveis».
L'únic servei als particulars que hi havia el 2009 era un restaurant.
L'únic establiment comercial que hi havia el 2009 era una botiga d'equipament de la llar.
L'any 2000 a Rouvrois-sur-Meuse hi havia 6 explotacions agrícoles.

## Poblacions més properes
El següent diagrama mostra les poblacions més properes.